# Rebekka Ruetz
Rebekka Ruetz (* 17. Oktober 1984 in Zams) ist eine österreichische Modedesignerin.

## Leben und Werdegang
Rebekka Ruetz wurde 1984 in Tirol geboren. Sie besuchte die HBLA Innsbruck für Mode (Ferrarischule), bevor sie 2008 die Akademie für Mode und Design (AMD) in München als Best-Graduate abschloss. Anschließend arbeitete sie in London für das Modelabel Peter Pilotto. 2009 gründete sie ihr eigenes Modelabel rebekka ruétz mit Sitz in Innsbruck.

## Mode & Stil
Die Kollektionen von Rebekka Ruetz sind geprägt von Materialmixen, asymmetrischen, femininen Schnitten, weite Silhouetten und großflächigen Prints. Laut ihrer eigenen Aussage kreiert sie „Mode für die moderne Amazone“. Zusätzlich kombiniert sie ihre Prêt-à-porter Linie „rebekka ruétz“ gerne mit ihrer Streetwear-Kollektion „You know you want it“. So kommen auch auf dem Laufsteg Sloganshirts mit klaren Aussagen zum Einsatz, beispielsweise „Race: Human“, „Make Love Great Again“ oder „Sometimes it takes balls to be a woman“. Sie legt sehr großen Wert auf Nachhaltigkeit und verwendet bei Pelzen und Leder ausschließlich Kunstpelze (Fake-Fur) und veganes Leder. Seit 2011 präsentiert sie ihre Kollektionen auf der Berlin Fashion Week.

## Auszeichnungen
- 2008 Cognos Relevance Award
- 2013 Vienna Fashion Award in der Kategorie Best Newcomer